# Teater Lunatix
Teater Lunatix var en Stockholmsbaserad fri teatergrupp som existerade under första hälften av 1990-talet.
Gruppens största framgång var "Om natten är alla själar blå", som våren 1992 spelades på Teater Blå i de gamla minverkstäderna på Skeppsholmen. Föreställningen var ett "vandringsdrama" i dubbel bemärkelse, där publiken delades upp i mindre grupper som under föreställningens gång fördes runt till olika spelplatser i och utanför teaterlokalerna, där de ibland sammanfördes med andra publikgrupper, för att sedan åter gå sin egen väg. Beroende på vilken publikgrupp man tillhörde såg man alltså olika delar av samma föreställning, eller, om man så vill, samma föreställning på olika sätt.
Grundarna av gruppen var: Regissören Antonio Alonso Pérez och skådespelarna Helena Bajlo, Lilian Bäckman,Charlie Gullström, Fredi Hedenberg, Lars Hägglund (nu Bonnevier) och Anders Orrenius. 